# Грабарська
45°09′ пн. ш. 15°45′ сх. д. / 45.15° пн. ш. 15.75° сх. д.
Грабарська (хорв. Grabarska) — населений пункт у Хорватії, у Карловацькій жупанії у складі громади Цетинград.

## Населення
Населення за даними перепису 2011 року становило 146 осіб.
Динаміка чисельності населення поселення: